# Gymnote (S655)
Pour les articles homonymes, voir Gymnote.
Le Gymnote (S655) est un sous-marin lance-missiles expérimental de la marine française. Lancé en 1964, il a été désarmé en 1986.

## Histoire
En 1960 fut décidée la construction du sous-marin expérimental lance-missiles S655 Gymnote. Des éléments de coque prévus pour la construction du sous-marin Q 244, qui aurait dû être le premier sous-marin à propulsion nucléaire français — mais auquel on renonça en 1959 du fait du choix d'une technologie de propulsion nucléaire inadaptée — furent utilisés pour la construction du Gymnote.
Le sous-marin Gymnote fut conçu par l'ingénieur de l'Armement André Gempp, également concepteur du bathyscaphe FNRS 3, des sous-marins de la classe Daphné et des SNLE de la classe Le Redoutable.
Lancé le 17 mars 1964, mis en service le 17 octobre 1966, ce sous-marin expérimental servit aux essais de lancement des missiles MSBS destinés aux futurs sous-marins nucléaires lanceurs d'engins de la classe Le Redoutable. Pour ce faire, le Gymnote fut équipé de 4 tubes verticaux lance-missiles. Véritable laboratoire d'essais pour les armes et équipements des sous-marins à propulsion nucléaire, il permit les expérimentations des missiles MSBS jusqu'au M4.
Il est désarmé le 1er octobre 1986 et sa coque vendue puis démolie à Saint-Nazaire en juin 1990.